# Jordi Terrades i Santacreu
Jordi Terrades i Santacreu (Granollers, 26 de gener de 1957) és un polític català, diputat al Parlament de Catalunya entre la sisena i la dotzena legislatures. Des de 2014 és el secretari general del Departament de Territori, Habitatge i Transició Ecològica.
Ha treballat com a oficial al Registre de la Propietat de Mollet del Vallès. Militant del PSC, a les eleccions municipals de 1983 fou elegit regidor dels serveis d'urbanisme de Canovelles. A les eleccions municipals de 1995 fou elegit regidor de l'ajuntament de Granollers, on ha estat portaveu municipal del grup socialista, tinent d'alcalde de promoció econòmica (1999-2003) i de l'àrea territorial i urbanisme (2003-2010). També ha estat president de la Federació del Vallès Oriental del PSC i president del consell comarcal del Vallès Oriental de 1993 a 2003.
Va entrar per primer cop al Parlament de Catalunya en 2001 substituint Lluís Armet i Coma. A les eleccions al Parlament de Catalunya de 2003 va substituir Manuel Royes i Vila en 2004. Posteriorment, ha estat elegit diputat a les eleccions al Parlament de Catalunya de 2006, 2010, 2012 i 2017. De 2008 a 2010 ha estat president de la Mesa de la Comissió d'Economia, Finances i Pressupost.